# Serie A 1918 (pallapugno)
La Serie A di pallapugno 1918 è stata il sesto campionato italiano di pallapugno. Si è svolto nell'estate del 1918 e la vittoria finale è andata per la seconda volta consecutiva alla squadra di Torino, capitanata da Domenico Gay, al suo secondo scudetto.

## Regolamento
Non è possibile risalire alla formula del torneo, in quanto è stato reperito solo il risultato della finale. Tutti gli incontri si svolsero allo Sferisterio Umberto I di Torino.

## Squadre partecipanti
Parteciparono al torneo cinque società sportive italiane provenienti dal Piemonte.
| Squadra            | Provenienza | Campionati di Serie A | Risultato 1917               |
| ------------------ | ----------- | --------------------- | ---------------------------- |
| Bra                | Piemonte    | 2                     | 2° in Serie A                |
| Caramagna Piemonte | Piemonte    | 1                     | 3° in Serie A                |
| Dogliani           | Piemonte    | 2                     | -                            |
| San Damiano d'Asti | Piemonte    | 2                     | 3° in Serie A                |
| Torino             | Piemonte    | 2                     | Campione d'Italia di Serie A |

## Formazioni
| Squadra            | Battitore          | Spalla              | Terzini                 |
| ------------------ | ------------------ | ------------------- | ----------------------- |
| Bra                | Pierino Bonsignore | ?                   | ?                       |
| Caramagna Piemonte | Borda              | ?                   | ?                       |
| Dogliani           | Dompè              | Bartolomeo Manfredi | Stanislao Rossi, Fusina |
| San Damiano d'Asti | Maccagno           | ?                   | ?                       |
| Torino             | Domenico Gay       | Borgo               | Marasso, Rasero         |

## Risultati

### Finale
| Torino - Dogliani | 9 - 5 |

## Verdetti
- Torino Campione d'Italia 1918 (2º titolo)